# Fin Fang Foom
Fin Fang Foom è un personaggio dei fumetti, creato da Stan Lee (testi), Jack Kirby (disegni) e Dick Ayers (chine), pubblicato dalla Marvel Comics. La sua prima apparizione avviene in Strange Tales (vol. 1) n. 89 (ottobre 1961).
Riappare dopo un lungo sonno di 29 anni in Iron Man (vol. 1) n. 261 (ottobre 1990), di John Byrne (testi) e John Romita Jr. (disegni).
Il suo nome è ispirato al titolo della commedia musicale Chu Chin Chow, scritta da Oscar Asche e basata sulla storia di Alì Babà e i quaranta ladroni.

## Biografia del personaggio
Fin Fang Foom è un Makluan, un alieno mutaforme dal mondo di Kakaranthara (noto anche come Maklu IV). Assomiglia a un drago cinese antropomorfo. Foom e molti altri membri simili della sua razza hanno lasciato il loro pacifico mondo natale secoli fa con l'intenzione di conquistare altri pianeti. Atterrando sulla Terra nell'antica Cina, l'equipaggio ha usato i suoi naturali poteri di mutaforma per imitare la forma umana, con l'intenzione di entrare nella società umana e trascorrere il proprio tempo prima di iniziare la sua conquista. Il navigatore dell'imbarcazione, Foom invece scelse di fungere da "supporto" nel caso qualcosa andasse storto, e fu posto in una tomba e gli fu data un'erba che lo avrebbe mandato in un sonno profondo, in modo che potesse dormire mentre il suo l'equipaggio è entrato nel mondo dell'uomo.

### 1961
Foom dormì fino all'anno 1961, quando fu deliberatamente svegliato dall'adolescente Chen Liuchow, la cui patria era minacciata dai cinesi comunisti. Liuchow insultò Foom con la minaccia dell'erba, spingendo il drago a inseguirlo, e lo condusse dritto nel campo comunista, che Foom decimò. Successivamente Liuchow lo ricondusse nella sua tomba, dove l'erba riportò Foom nel sonno.

### Il collezionista
Ad un certo punto, il Fin Fan Foom addormentato fu catturato dall'anziano dell'Universo noto come Collezionista e imprigionato nella sua raccolta sotterranea di mostri. Foom e gli altri mostri furono liberati quando l'Uomo Talpa attaccò la struttura, ma furono in seguito abbandonati dai Fantastici Quattro e depositati sull'isola dei mostri. L'isola non aveva tuttavia reali misure di sicurezza e Foom, essendo più intelligente dei suoi simili mostri, lasciò semplicemente l'isola e tornò in letargo. Le forze esterne agirono di nuovo su di lui mentre il pazzo chiamato Doctor Vault prese il controllo mentale di Foom e lo fece attaccare il colosso vivente . Resistendo al controllo, Foom invece lo aiutò a respingere un'invasione della Terra da parte della razza aliena chiamata Stonians, salvando così il pianeta per la sua stessa razza da conquistare in seguito. Il controllo mentale di Vault costrinse di nuovo brevemente Foom a combatterlo, e Foom sopraffece il suo avversario con arti marziali prima di liberare la sua mente e tornare di nuovo alla sua tomba.
Aan Taanu
Anni dopo, Fin Fang Foom fu nuovamente destato dal suo sonno quando il suo corpo fu posseduto dal demone Aan Taanu . Combattendo il gruppo di avventurieri occulti noto come la Legione della Notte a New York, Taanu fu esorcizzato dal corpo di Foom dai suoi avversari e il confuso Foom fuggì nuovamente nel suo luogo di riposo.
Il mandarino
Ad un certo punto il malvagio Mandarino fu diretto nella Valle del Drago Dormiente dal capitano della nave stellare Axonn-Karr, nelle vesti umane di Chen Hsuin. Lì il Mandarino saccheggiò l'astronave alla ricerca di artefatti, inclusi i suoi anelli di potere ormai firmati . Ha anche svegliato Fin Fang Foom, usandolo per minacciare il governo cinese. Iron Man affrontò rapidamente i cattivi e fu sconfitto, ma quando la restante dozzina di altri Makluan abbandonò le loro forme umane per iniziare la loro conquista, Iron Man e il Mandarino unirono le forze per combattere la minaccia. Alla fine il Mandarino combinò il potere dei suoi anelli con l'armatura di Iron Man, producendo una piccola esplosione nucleare che spazzò via gli alieni.

### Nuovo corpo
Questa non fu, tuttavia, la fine di Fin Fang Foom. Sebbene il suo corpo fosse distrutto, il suo spirito resistette legandosi a una piccola statua di drago. Questa statua fu successivamente rubata da un negozio di curiosità dall'adolescente Billy Yuan su sollecitazione mentale di Foom. Usando il corpo di Yuan come condotto per il suo potere, Foom convocò migliaia di lucertole dalle fogne sotto New York, fondendole con il corpo di Billy per ricreare la propria forma. Iron Man fu in grado di sconfiggerlo con successo, tuttavia, con l'aiuto degli ultimi resti della mente di Billy all'interno di Foom, e fu preso in custodia da Sunset Bain .

### Justice League of America
Complicazioni hanno portato Foom ad essere nuovamente esiliato nell'isola dei mostri, dove lui e molti altri mostri hanno combattuto brevemente contro la Justice League of America sfollata dimensionalmente .

## Poteri e abilità
Fin Fang Foom possiede tutte le caratteristiche di un drago mitologico. Forza estrema (tanto da poter competere con Thor e Hulk), ali per volare e soprattutto la capacità di sputare fuoco dalla bocca. Inoltre è capace di esprimersi in lingua umana ed essendo esponente di una razza aliena tecnologicamente molto avanzata, è anche molto intelligente. Può cambiare forma e dimensioni a piacimento, spesso usa questo potere per ingannare i suoi avversari.
Possiede inoltre la curiosa caratteristica di poter "rinascere" grazie al cosiddetto "Spirito del Drago", racchiuso in una statuetta. Inoltre può comandare a suo piacimento i cinque elementi e tutti gli altri mostri della Marvel gli ubbidiscono .

## Altre versioni
Una versione alternativa di Fin Fang Foom compare brevemente nella serie Nextwave come primo nemico sconfitto dal gruppo. Qui è una lucertola gigante volante e senziente creata dal contatto della madre con scorie nucleari.

## Altri media

### Cinema

#### Marvel Cinematic Universe
Un'immagine di Fin Fang Foom compare in Iron Man.

#### Animazione
- È uno degli antagonisti del film animato L'invincibile Iron Man.

### Televisione
Fin Fang Foom compare in:
- Iron Man
- Super Hero Squad Show
- Marvel Super Heroes: What The--?!
- Iron Man: Armored Adventures
- Ultimate Spider-Man
- Avengers Assemble
- Hulk e gli agenti S.M.A.S.H.
- Disk Wars: Avengers
- Guardiani della Galassia
- Marvel Super Heroes Adventures
- M.O.D.O.K.

### Videogiochi
Fin Fang Foom compare in:
- Marvel: La Grande Alleanza
- Marvel vs. Capcom 3: Fate of Two Worlds
- Marvel Avengers Academy
- LEGO Marvel's Avengers
- LEGO Marvel Super Heroes 2
- Marvel Realm of Champions
- Marvel's Guardians of the Galaxy